# یواس‌اس هیورن (پی‌اف-۱۹)
یواس‌اس هیورن (پی‌اف-۱۹) (به انگلیسی: USS Huron (PF-19)) یک کشتی بود که طول آن ۳۰۳ فوت ۱۱ اینچ (۹۲٫۶۳ متر) بود. این کشتی در سال ۱۹۴۳ ساخته شد.